# جيمس ألان شيلتون
جيمس ألان شيلتون (بالإنجليزية: James Alan Shelton)‏ هو عازف قيثارة أمريكي، ولد في 3 نوفمبر 1960 في كينغسبورت في الولايات المتحدة، وتوفي في 3 يونيو 2014 في تشرتش هيل في الولايات المتحدة بسبب سرطان.

## وصلات خارجية
- جيمس ألان شيلتون على موقع ميوزك برينز (الإنجليزية)
- جيمس ألان شيلتون على موقع أول ميوزيك (الإنجليزية)
- جيمس ألان شيلتون على موقع ديسكوغز (الإنجليزية)
- الموقع الرسمي